# Espeletia marnixiana
Espeletia marnixiana là một loài thực vật có hoa trong họ Cúc. Loài này được S.Díaz & Pedraza mô tả khoa học đầu tiên năm 2001.